# Христо Крачанов (футболист)
Христо Крачанов е български футболист роден на 9 юли 1990 г., висок е 185 сантиметра, тежи 76 кг, играе на поста централен халф. Той е юноша на „сините“, а също така е и роднина на Велислав Вуцов. Баща му Велин Крачанов (Крачето,), който е първи братовчед на Вили Вуцов, е дългогодишен треньор на деца и юноши в Левски (София). През сезон 2005/2006 Христо Крачанов играе за Ботев (Ихтиман), а след това премина в Чавдар (Етрополе), с който печели промоция за Б група. Има 38 мача и 3 гола за тима от Етрополе в Б група. От есента на 2010 година Крачанов е подписал договор с Австрийския Унион Петенбах. От 2014 г. е играч на АТСВ Щадл-Паура.